# 1890年至1891年英格蘭足總盃

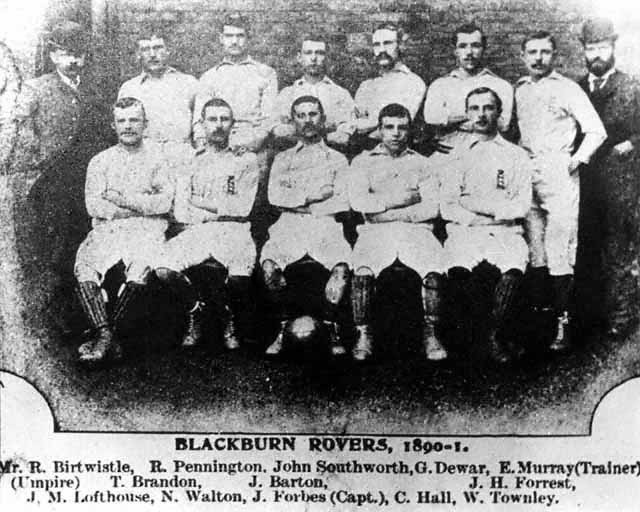
1890/91球季英格蘭足總盃，是第20屆英格蘭足總盃

1890/91球季英格蘭足總盃，是第20屆英格蘭足總盃，今屆賽事的冠軍是布力般流浪，他們在決賽以3:1擊敗諾士郡，奪得冠軍。本屆賽事繼續在橢圓體育場舉行。
布力般成功取得足總盃兩連霸。

## 外部連結
1. 英格蘭足總盃官網Archive-It的存檔，存档日期2012-04-24
2. 英格蘭足總盃 歷屆冠軍（页面存档备份，存于）